# 이혼의 조건
《이혼의 조건》은 윤대성(1939-  )의 작품이다. 전통적인 사회통념과는 달리 이 극에서 메마른 가정이나마 지키고자 하는 쪽은 남편이다. 비록 그는 젊은 여자와 외도를 즐기고, 가정에 얽매인 아내와는 반대로 자유롭게 살고 있지만, 가정만큼은 깨뜨려서는 안 된다고 생각한다. 사랑이 아닌 적대가 바탕을 이루고, 서로에게 아물 수 없는 상처만 주고 인생을 소모하며 가정위기의 책임을 상대방에게 전가하는 부부. 그러나 놀랍게도 자식 세대에게는 그들이 그토록 혐오하는 결혼제도의 올가미를 씌우는 데 직·간접적으로 공모한다. 25년간의 무의미한 결혼생활을 청산하고 홀로서기를 시도하는 아내는 술취한 사윗감이 잠자고 있는 침실로 이미 처녀가 아닌 딸을 들여보냄으로써 파혼이 불가능하도록 계략을 쓴다. 반대로 무의미하지만 습관이 되어버린 결혼생활을 지키려고 애쓰는 남편은 사윗감이 파혼하겠다고 말하자 뜻밖에도 선선히 응낙한다. 그런 그는 사윗감을 술취하게 만듦으로써 아내의 계략이 작용하게끔 한다.